# Hardisleben
Hardisleben est une commune allemande de l'arrondissement de Sömmerda, Land de Thuringe.

## Géographie
Hardisleben se situe à l'est du bassin de Thuringe.
|           | Rastenberg  | Buttstädt/Finneland |
| Mannstedt | Hardisleben | Eßleben-Teutleben   |
|           | Buttstädt   |                     |

## Histoire
Une première habitation a lieu lors de l'âge de la pierre. Bien après l'âge du bronze, une colonisation a lieu au IIIe siècle par les Warnes. Elle devient un village de Francs.
Hardisleben est mentionné pour la première fois en 1230.
Pendant la guerre de Trente Ans, l'église Saint-Jean et une grange (l'ancienne église moyenâgeuse qui a perdu sa fonction lors de la Réforme protestante) sont pillées par des soldats. En mai 1679, un grand incendie détruit le château et une grande partie du village.
Pendant la Seconde Guerre mondiale, 28 hommes et femmes de Pologne et de l'Union Soviétique sont contraints à des travaux agricoles.

## Personnalités liées à la commune
- Johann Sebastian Mitternacht (1613-1679), théologien et poète protestant.
- Gottlob König (1779-1849), agronome.

## Source de la traduction
- (de) Cet article est partiellement ou en totalité issu de l’article de Wikipédia en allemand intitulé « Hardisleben » (voir la liste des auteurs).